# 科什佳尼
科什佳尼（捷克語：Košťany）是捷克的城鎮，位於該國西北部，距離特普利采5公里，由烏斯季州負責管轄，面積24.31平方公里，海拔高度250米，主要經濟活動是煤礦業，2006年人口2,895。